# 11e étape du Tour d'Espagne 1998
La 11e étape du Tour d'Espagne 1998 a eu lieu le 16 septembre 1998 entre Andorre et Cerler. Elle a été remportée par José María Jiménez.

## Récit
Troisième étape de montagne et troisième victoire pour José María Jiménez. Abraham Olano conserve le maillot amarillo en ne concédant que 6 secondes à Laurent Jalabert dans le final.

## Classement de l'étape
|    | Coureur            | Pays | Équipe  |    | Temps |
| -- | ------------------ | ---- | ------- | -- | ----- |
| 1. | José María Jiménez |      | Banesto | en |       |
| 2. | Roberto Heras      |      | Kelme   | +  | m.t.  |
| 3. | Fernando Escartín  |      | Kelme   |    | m.t.  |

## Classement général
|    | Coureur           | Pays | Équipe  |    | Temps |
| -- | ----------------- | ---- | ------- | -- | ----- |
| 1. | Abraham Olano     |      | Banesto | en |       |
| 2. | Laurent Jalabert  |      | ONCE    | +  | 35 s  |
| 3. | Fernando Escartín |      | Kelme   |    | 51 s  |